# الحرب الأهلية الأكاديية
الحرب الأهلية الأكاديية (Acadian Civil War) (1635-1654) كانت بين المحافظين المتنافسين في مقاطعة أكاديا الفرنسية. منح الملك لويس الرابع عشر الحاكم شارل دي سانت إتيان دي لا تور ‏ (بروتستانتي) منطقة واحدة من الأراضي، كما منح شارل دي مينو دولناي ‏ (كاثوليكي) منطقة أخرى. التقسيم الذي قام بها الملك، كان بدون اطلاع أو فهم للحقائق الجغرافية، حيث تداخلت المنطقتان ومراكزهما الإدارية. تم تكثيف الصراع بسبب العداء الشخصي بين المحافظين، وانتهت الحرب عندما نجح دولناي في طرد لا تور من ممتلكاته. تم إلغاء نجاح دولني فعليًا بعد وفاته عندما تزوج لا تور من أرملة دولناي في عام 1653.

## السياق التاريخي
في عام 1635، نقل حاكم أكاديا شارل دي مينو دو أولناي المستوطنين من لاهاف الحالية، نوفا سكوشا إلى بورت-رويال، وبدأ الشعب الأكادي بترسيخ جذورهم. وفي عهد أولناي، بنى الأكاديون أول سد مائي في أمريكا الشمالية وزرعوا المستنقعات الملحية المستصلحة.
أثناء هذا الوقت، غرقت أكاديا في ما وصفه بعض المؤرخين بالحرب الأهلية؛ تمثل المركزان الرئيسيان ببورت-رويال (حاليًا أنابوليس رويال) حيث تمركز أولناي، وسانت جون، نيو برونزويك، حيث تمركز شارل دي سانت-إتيان دو لاتور.
في محاولة للدفاع عن أكاديا، تأسست كاستين في شتاء 1613، وعندما أنشأ كلود دي سانت-إتيان دي لاتور محطة تجارية صغيرة في عام 1625، قام شارل دي سانت-إتيان دي لاتور بإنشاء حصن فورت بنتاغويت. وفي عام 1635، أرسل حاكم أكاديا، آيزك دي رازيلي، شارل دي مينو دي أولناي لاستعادة القرية. بنى أولناي حصنًا أكبر يدعى حصن سانت بيير. رغم وجود مشاريع أخرى لديه في أكاديا، كان حصن بنتاغويت مركزه الرئيسي على الحدود مع نيو إنغلاند.
في عام 1631، تحصن شارل دي لاتور في الموقع الاستراتيجي عند مصب نهر سان جون. أُطلق على الحصن اسم فورت ساينت-ماري (يُعرف أيضًا باسم فورت لاتور) وتركز على الجانب الشرقي من النهر. طالب كلٌ من لاتور وأولناي بالشرعية لمنصب حاكم أكاديا لأن المسؤولين الإمبراطوريين الفرنسيين قاموا بتعييناتهم دون فهم كامل لجغرافيا المنطقة. كان لدى لاتور مستوطنة محصنة عند مصب نهر سانت جون بينما تمركزت قاعدة آولناي في بورت رويال على بعد نحو 45 ميلًا عبر خليج فوندي. وفي محاذاة نيو إنغلاند، أيد الناس ادعاءات لاتور لأنه سمح لهم بصيد السمك في خليج فوندي والاحتطاب وعلى طول حدوده دون عوائق أو عراقيل بينما سعى أولناي بقوة لجعلهم يسددون ثمن ذلك الحق. سمع لاتور أن أولناي كان يجمع الجنود والمواد لشن هجوم على حصن لاتور وعملية تجارة الفراء عند مصب نهر سانت جون. ذهب لاتور إلى بوسطن لطلب المساعدة من جون وينثروب، حاكم مستعمرة خليج ماساتشوستس. أعد وينثروب الترتيبات كي يقدم عدة تجار قروض غير رسمية إلى لاتور لشراء الجنود ومواد للدفاع عن حصن نهر سانت جون من هجوم أولناي.

## الحرب

### معركة بورت رويال (1640)
وصل لاتور من سانت جون الحالية وهاجم بورت رويال (أنابوليس رويال) بسفينتين مسلحتين. وردًا على الهجوم، أبحر دولناي إلى خارج بورت-رويال لفرض حصار على حصن لاتور في سانت جون.

### حصار سانت جون 1642
لمدة خمسة أشهر، فرض حاكم أكاديا، أولناي، الذي كان متمركزًا في بورت رويال، حصارًا على النهر لهزيمة لاتور في حصنه. بعد هذا الانتصار، توجه لاتور للهجوم على أولناي في بورت رويال، نوفا سكوشا. لم ينجح لاتور في القبض على أولناي واستمر التنافس لعدة سنوات أخرى.

### معركة بينوبسكوت (1643)
بعد حصار سانت جون، لُوحق أولناي من قِبل لاتور حتى خليج بينوبسكوت، حيث جنح أولناي بسفينتين من سفنه وأخرى أصغر حجمًا لتشكيل حصار مرتجل. وتبع ذلك اشتباك صغير في مطحنة قريبة، حيث عانى كلا الجانبين من ثلاث ضحايا في صفوفهما. توجهت سرية لاتور إلى بوسطن مع سفينة صغيرة تحتوي على وفرة من جلود الموظ والقندس.

### معركة بورت رويال (1643)

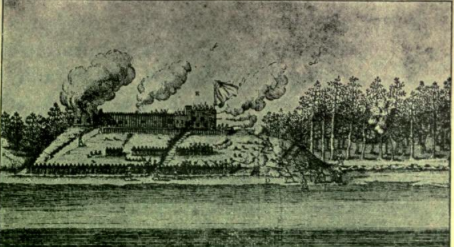
حصار القديس يوحنا (1645) "مهاجمة الحصن"

في عام 1643 حاول لاتور الاستيلاء على بورت-رويال مرة أخرى. وصل لاتور إلى سانت جون من بوسطن مع أسطول مكون من خمس سفن مسلحة و 270 جندي ونجح بكسر الحصار. ثم طارد لاتور سفن أولناي عبر خليج فوندي إلى بورت رويال (أنابوليس رويال). قاوم أولناي الهجوم، وجُرح سبعة من رجاله وقُتل ثلاثة آخرين. لم يهاجم لاتور الحصن الذي كان يدافع عنه عشرون جنديًا. أحرق لاتور الطاحونة وقتل الماشية واستولى على الفراء والبارود واللوازم الأخرى.

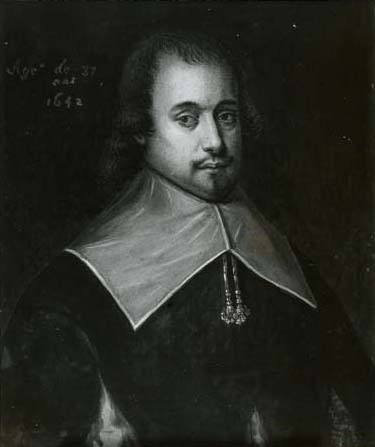
تشارلز دي مينو دالناي (رسم من القرن التاسع عشر، ربما نسخة من صورة 1642)

## روابط خارجية
- Marsh، James H. (21 يوليو 2015) [April 15, 2013]. Acadian Civil War (ط. online). Historica Canada. مؤرشف من الأصل في 2020-04-22. {{استشهاد بموسوعة}}: |عمل= تُجوهل (مساعدة)